# Moves like Jagger
"Moves like Jagger" é uma canção da banda norte-americana Maroon 5 com participação da cantora Christina Aguilera, lançado pela gravadora A&M/Octone Records em 21 de junho de 2011, como o quarto single do terceiro álbum de estúdio da banda, Hands All Over (2010). A faixa foi escrita por Adam Levine, Ammar Malik, Benny Blanco e Shellback, sendo produzida pelos dois últimos. "Moves like Jagger" é uma obra de dance-pop e electropop com influências da música disco, falando sobre a capacidade de um homem para impressionar uma mulher com seus passos de dança, que são comparados aos de Mick Jagger, vocalista da banda The Rolling Stones.
Após seu lançamento, "Moves like Jagger" foi recebida com opiniões positivas dos críticos de música que elogiaram o refrão da canção, bem como os vocais de Levine e Aguilera, sendo apontada uma química sólida entre os dois. Da mesma forma, a canção foi um sucesso comercial, chegando ao topo das paradas em mais de 20 países. Nos Estados Unidos, a faixa se tornou a primeira da banda a alcançar o top 10 da Billboard Hot 100 desde "Makes Me Wonder" (2007), assim como também a primeira de Aguilera desde "Keeps Gettin' Better" (2008). Mundialmente, foi a nona canção mais vendida do mundo em 2011, com 7 milhões de exemplares. "Moves like Jagger" ainda se tornou o segundo single mais vendido do mundo em downloads pagos, com 14.4 milhões de cópias vendidas.
O videoclipe para a obra foi dirigido por Jonas Åkerlund, e apresenta um vídeo antigo de Jagger e seus passos de dança icônicos. "Moves like Jagger" foi indicado a categoria de Melhor Performance em Dueto na 54ª cerimônia do Grammy Awards, mas perdeu para "Body and Soul" de Tony Bennett e Amy Winehouse. A canção foi apresentada ao vivo pela primeira vez em junho de 2011 no reality show The Voice, onde Levine e Aguilera servem como jurados e treinadores vocal.

## Antecedentes e lançamento
Em 26 de abril de 2011, Adam Levine e Christina Aguilera se juntaram a Blake Shelton e Cee Lo Green no reality show The Voice, servindo como jurados e treinadores vocal.No mês seguinte, Levine e Aguilera começaram a gravar "Moves like Jagger".Quando foi perguntado sobre a canção, o cantor respondeu: "Ela [Moves like Jagger] foi uma daquelas canções que foi definitivamente um risco; o que é uma afirmação ousada. Nós realmente nunca lançamos algo como ela, mas é interessante fazer algo diferente, fazer algo novo. Estamos todos muito feliz agora"."Moves like Jagger" foi lançada em 21 de junho de 2011 pela iTunes Store logo após a apresentação da faixa durante o The Voice.

## Estilo musical e letra
"Moves like Jagger" foi escrita por Adam Levine, Ammar Malik, Benny Blanco e Shellback, sendo produzida pelos dois últimos. Sonoramente, é uma canção uptempo de dance-pope electropopcom influências da música disco e pop rock.Liricamente, fala sobre a capacidade de um homem para impressionar uma mulher com seus passos de dança, que o cantor compara aos de Mick Jagger, vocalista da banda inglesa The Rolling Stones.A obra conta ainda com a cantora Christina Aguilera, que interpreta sua parte na canção como a resposta da mulher que será impressionada. "Você quer saber como me fazer sorrir, assuma o controle de mim só para a noite",ela canta.Robbie Daw do Idolator comparou "Moves like Jagger" com "Miss You" dos The Rolling Stones, e acrescentou que Levine faz uso do auto-tune para completar o refrão do tema.
De acordo com a partitura publicada pela Universal Music Publishing Group, a música é definida no tempo de assinatura moderadamente acelerado com um metrônomo de 126 batidas por minuto.A canção é introduzida a partir de assovios, uma guitarra e uma bateria eletrônica,além de possuir um "palpitante" sintetizador,que são compostos na chave de si menor com o alcance vocal que vai desde a nota baixa de fá para a nota de alta de mi.

## Recepção crítica
| Críticas profissionais | Críticas profissionais |
| Avaliações da crítica  | Avaliações da crítica  |
| Fonte                  | Avaliação              |
| ---------------------- | ---------------------- |
| About.com              | [ 10 ]                 |
| PopCrush               | [ 6 ]                  |
| Digital Spy            | [ 11 ]                 |

"Moves like Jagger" recebeu opiniões positivas da crítica especializada após seu lançamento. Bill Lamb do About.com deu ao tema 4.5 de 5 estrelas, que nomeou a canção como a melhor do verão de 2011, descrevendo-a como "irresistivelmente leve e descolada", além de chamar Christina como a "cereja do bolo" da faixa.Lamb também observou que há uma "química vocal real entre Aguilera e Levine", e que seria perfeita para o verão "ouvindo no som do carro".Robbie Daw do Idolator escreveu: "Os 15 segundos de Aguilera na canção dá vida a 'Moves like Jagger', fazendo ela roubar imediatamente toda a atenção". Daw também afirmou que a faixa "era a melhor dos cantores em anos".Enquanto nomeou a obra como uma forte candidata para a "música de verão de 2011", James Dinh da MTV News escreveu que a canção é "otimista" e que seu refrão soa "irresistível".
Scott Schelter do PopCrush deu a canção 4.5 estrelas de 5 totais, e descreveu-a como "dançante e divertida". Schelter ainda notou que mesmo se não tivesse a participação de Aguilera "ela seria grande", mas observou que os "vocais da cantora na canção a torna muito melhor que o comum".Robert Copsey da Digital Spy comentou que o refrão de "Moves like Jagger" e o seu assovio é realmente "irresistível", além de "grudar profundamente nos nossos cérebros". Copsey também escreveu que a curta aparição da cantora na faixa soa "perfeitamente doce".Mick Jagger, o homenageado na obra, descreveu-a como "muito lisonjeira".
Tal reconhecimento positivo por parte da crítica, fez com que a canção fosse indicada ao Grammy Awards de 2012 na categoria de Melhor Performance em Dueto, perdendo para "Body and Soul" de Tony Bennett e Amy Winehouse.

## Videoclipe

Levine e Aguilera cantando juntos durante o videoclipe da canção.

Um vídeo de acompanhamento para a faixa foi dirigido por Jonas Åkerlund e filmado em Los Angeles, em dia 8 de julho de 2011.Em 9 de julho, Aguilera postou uma imagem de si mesma durante a gravação do vídeo via Twitter, dizendo: "Sempre ótimo trabalhar com Jonas Åkerlund. Ele criou a sensação perfeita para a canção. Espere um vídeo divertido".A imagem mostrava Aguilera tocando com a banda na frente de uma bandeira dos Estados Unidos no fundo.Mais imagens da gravação do vídeo foram divulgadas online em 11 de julho, mostrando Levine e Aguilera apresentando a canção em um cenário com temática americana e britânica com confetes caindo sobre eles. Outra imagem mostrava Christina se apresentando na frente de um fundo preto com seu nome escrito em rosa.O vocalista dos The Rolling Stones, Mick Jagger, fez uma aparição no clipe com um vídeo antigo dele.Para Levine e seus companheiros de banda, a música e o vídeo são responsáveis para expor a uma nova geração de pessoas sobre quem é a lenda do rock, dizendo: "Não há muitas pessoas viram [isso], especialmente uma nova geração de pessoas que não sabem muito sobre como ele era incrível".
O videoclipe foi lançado em 9 de agosto de 2011 através do canal oficial da banda pelo Vevo, no Youtube.O vídeo abre com imagens em preto e branco em um teatro, mostrando trabalhos de montagem, iluminação, equipamentos de palco e um grupo de figurantes que entram vestidos com trajes diferentes. Isto é seguido por cenas clássicas de Mick Jagger, durante o qual o locutor de rádio Michael Parkinson pergunta para o vocalista dos The Rolling Stones por quanto tempo ele pretende fazer música. "Eu não sei. Eu nunca pensei que eu estaria fazendo isso por apenas dois anos mesmo", diz o jovem Jagger.Em seguida, em meio a assovios, a canção de Maroon 5 começa e apresenta diversos sósias de Jagger dançando. Quando o vocalista Adam Levine finalmente aparece, ele está sem camisa exibindo diversas tatuagens. O vídeo é mais um mashup de pessoas que tentam dançar como Jagger, incluindo Levine. Quando Aguilera faz sua breve aparição, ela está vestida com um visual retrô ao lado de Levine.

### Recepção
O videoclipe foi recebido com elogios dos críticos, devido ao esforço em imitar os movimentos icônicos de Jagger.O portal The Huffington Post elogiou os esforços dos imitadores de Mick Jagger no vídeo, notando também que "nenhum imitador e nem Levine poderia substituir o original", mas que "conseguiram homenagear com grandeza os seus movimentos de danças".Em uma publicação da revista Entertainment Weekly, escreveu que o vídeo era como pudemos imaginar, "um desfile de pessoas, agitação e sósias de Jagger tentando dançar como o lendário vocalista dos Rolling Stones".O vídeo de "Moves like Jagger" foi indicado ao MTV Video Music Awards Japan e ao MuchMusic Video Awards, mas não venceu nenhuma das indicações.

## Divulgação e outras versões

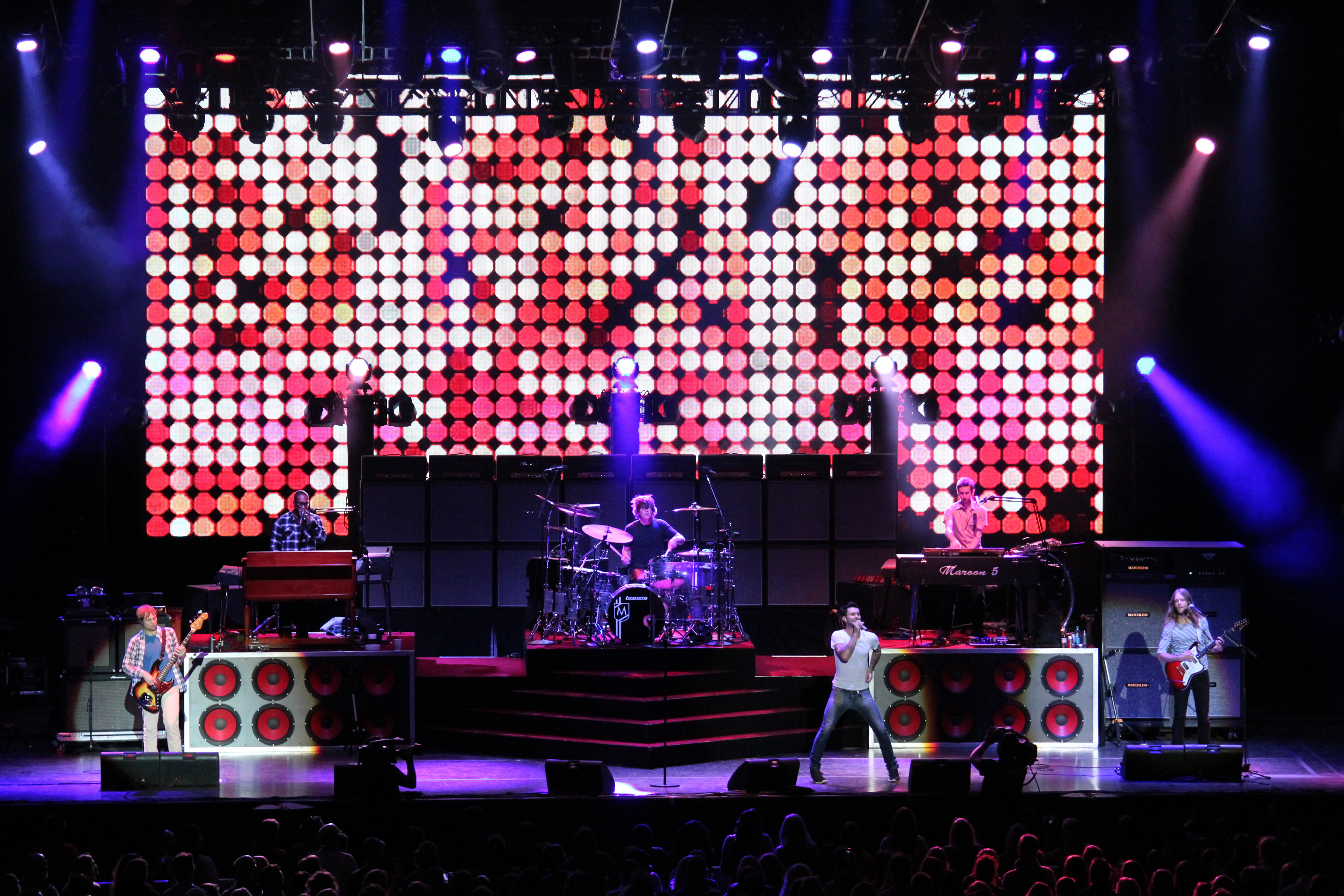
Maroon 5 apresentando a canção ao vivo, durante a turnê Overexposed Tour, em 2013.

A divulgação da música começou com a primeira performance ao vivo na semifinal do programa The Voice, em 21 de junho de 2011, onde Aguilera e Levine servem como jurados e treinadores vocal.Em 3 de agosto de 2011, desta vez sem a participação de Aguilera, a banda Maroon 5 apresentou o tema no America's Got Talent.Eles também interpretaram o single no pré-show da National Football League, antes do início da temporada de 2011, em 8 de setembro de 2011.Durante meados de setembro, o grupo fez uma performance da obra no programa The Ellen DeGeneres Show.Em novembro de 2011, enquanto a banda fez uma participação com Charlie Day no Saturday Night Live, eles também tocaram a música ao vivo, porém sem a participação de Aguilera.Dias depois, no American Music Awards, Aguilera subiu ao palco da premiação e apresentou "Moves like Jagger" com o grupo.Além de chamar a atenção da mídia por conta do vestido que Aguilera usava, a performance foi notada como a melhor da noite.No Victoria's Secret Fashion Show do mesmo ano, Adam Levine foi até o desfile e interpretou a canção sem a participação da cantora. Além de fazer aparições em programas, Maroon 5 incluiu a canção como ato de abertura de suas turnês, Hands All Over Tour (2011) e Overexposed Tour (2012), que passaram por países como Brasil, Canadá, Estados Unidos e Reino Unido.
Na segunda temporada do reality show The Glee Project, durante a exibição do quarto episódio "Sexuality", a canção foi destaque em um mashup com "Milkshake" da cantora Kelis.Na série Glee, "Moves like Jagger" também recebeu uma versão cover, junto com "Jumpin' Jack Flash" dos The Rolling Stones, feita pelo elenco no episódio "Yes/No" da terceira temporada.Em seguida, o tema foi parodiado pela série de desenho animado Mad.O girl group Bananarama também fez sua versão do single, e o incluiu no seu extended play Now or Never (2012).Enquanto embarcava na sua quarta turnê solo, A Special Night with Demi Lovato, a cantora Demi Lovato fez um cover da faixa durante um show em São Paulo.

## Faixas e formatos
A versão single de "Moves like Jagger" contém apenas uma faixa com duração de três minutos e vinte e um segundos, que foi lançada em download digital no mundo todo.Em outubro de 2011, foi lançado um remix da canção com os vocais do rapper Mac Miller pela iTunes Store.Foi lançada também uma versão física na Alemanha, que contém a faixa original e um remix feito pelo grupo Soul Seekerz.
| Download digital |                                              |         |  |
| N.º              | Título                                       | Duração |  |
| 1.               | "Moves like Jagger" (com Christina Aguilera) | 3:21    |  |

| Remix |                                                           |         |  |
| N.º   | Título                                                    | Duração |  |
| 1.    | "Moves like Jagger" (com Christina Aguilera e Mac Miller) | 3:44    |  |

| CD single - Alemanha |                                                             |         |  |
| N.º                  | Título                                                      | Duração |  |
| 1.                   | "Moves like Jagger"                                         | 3:21    |  |
| 2.                   | "Moves like Jagger" (com Christina Aguilera e Soul Seekerz) | 3:25    |  |

## Desempenho nas tabelas musicais
Nos Estados Unidos, segundo a publicação de 9 de julho de 2011, a obra fez a sua estreia na Billboard Hot 100 no 8ª lugar da parada.Na semana de 10 de setembro de 2011, "Moves like Jagger" alcançou o topo da Hot 100.Graças a grande execução da faixa nas rádios norte-americanas, permaneceu na primeira posição da tabela musical por três semanas consecutivas,sendo quatro semanas não consecutivas ao todo.O single se tornou o primeiro da banda a alcançar o top 10 na Billboard Hot 100 desde "Makes Me Wonder" (2007), e a primeira de Aguilera desde "Keeps Gettin' Better" (2008).Em janeiro de 2014, o tema já havia ultrapassado a marca de 6.507.000 milhões de cópias nos Estados Unidos.Devido ao seu desempenho comercial no território, a Recording Industry Association of America (RIAA) certificou "Moves like Jagger" com platina sêxtupla.
No Reino Unido, a canção fez sua estreia pela UK Singles Chart na terceira posição, vendendo mais de 56 mil cópias, de acordo com a publicação de 21 de agosto de 2011.Através da data de emissão de 10 de setembro do mesmo ano, "Moves like Jagger" alcançou a segunda posição da parada, onde permaneceu por sete semanas consecutivas,igualando o recorde de todos os tempos no país com "I Swear" de All-4-One, pela maior permanência na segunda posição sem alcançar o topo.Apesar disso, o single se tornou a segunda canção mais vendida no país em 2011, ficando atrás de "Someone Like You", da cantora Adele.Em junho de 2012, depois de passar 52 semanas na parada britânica,a faixa havia vendido mais de 1.283.972 milhões de exemplares,onde também foi certificado como platina dupla pela British Phonographic Industry (BPI).
Em outros lugares da Europa, alcançou a primeira posição na Itália, Noruega, Polônia e Suécia, além de permanecer entre as três canções mais comercializadas de países como Alemanha, Bélgica, Espanha e França. Na Dinamarca, se posicionou como a mais vendida em 2011, e foi certificada platina dupla no país. Pela Coreia do Sul, "Moves Like Jagger" tornou-se como a mais vendida em 2011 e 2012,tendo vendido mais de 5 milhões de unidades na nação."Moves like Jagger" conseguiu alcançar a primeira posição em vinte países, e vendeu até então mais de 14.4 milhões de cópias, se tornando o segundo single mais vendido do mundo em downloads pagos.
| Tabela musical (2011-12)                               | Melhor posição |
| ------------------------------------------------------ | -------------- |
| África do Sul (Mediaguide)                             | 1              |
| Alemanha (Media Control Charts)                        | 2              |
| Austrália (ARIA Charts)                                | 2              |
| Áustria (Ö3 Austria Top 40)                            | 1              |
| Bélgica (Ultratop de Flandres)                         | 4              |
| Bélgica (Ultratop de Valônia)                          | 4              |
| Bulgária (Bulgarian Association of Music Producers)    | 2              |
| Brasil (Brasil Hot Pop & Popular)                      | 3              |
| Canadá (Canadian Hot 100)                              | 1              |
| Coreia do Sul (Gaon Music Chart)                       | 1              |
| Dinamarca (Hitlisten)                                  | 1              |
| Escócia (The Official Charts Company)                  | 1              |
| Eslováquia (IFPI Slovenská Republika)                  | 1              |
| Espanha (Productores de Música de España)              | 3              |
| Estados Unidos (Billboard Hot 100)                     | 1              |
| Estados Unidos (Pop Songs)                             | 1              |
| Estados Unidos (Adult Pop Songs)                       | 1              |
| Estados Unidos (Hot Dance Club Songs)                  | 9              |
| Europa (Euro Digital Songs)                            | 1              |
| Finlândia (Musiikkituottajat)                          | 1              |
| França (Syndicat National de l'Édition Phonographique) | 3              |
| Hungria (Magyar Hanglemezkiadók Szövetsége)            | 1              |
| Irlanda (Irish Recorded Music Association)             | 1              |
| Israel (Media Forest)                                  | 1              |
| Itália (Federazione Industria Musicale Italiana)       | 1              |
| Japão (Japan Hot 100)                                  | 48             |
| Líbano (The Official Lebanese Top 20)                  | 1              |
| Luxemburgo (Luxembourg Digital Songs)                  | 1              |
| México (Monitor Latino)                                | 1              |
| Noruega (VG-lista)                                     | 1              |
| Nova Zelândia (Recorded Music NZ)                      | 1              |
| Países Baixos (MegaCharts)                             | 1              |
| Polônia (Związek Producentów Audio Video)              | 1              |
| Portugal (Portugal Digital Songs)                      | 2              |
| Reino Unido (UK Singles Chart)                         | 2              |
| Chéquia (IFPI Česká Republika)                         | 2              |
| Rússia (Top Hit)                                       | 1              |
| Suécia (Sverigetopplistan)                             | 1              |
| Suíça (Schweizer Hitparade)                            | 5              |
| Turquia (40 Haramiler)                                 | 1              |
| Venezuela (Record Report)                              | 1              |

| Tabela musical (2011)                                 | Posição |
| ----------------------------------------------------- | ------- |
| Alemanha (Media Control Charts)                       | 15      |
| Austrália (ARIA Charts)                               | 3       |
| Áustria (Ö3 Austria Top 40)                           | 22      |
| Canadá (Canadian Hot 100)                             | 5       |
| Coreia do Sul (Gaon Music Chart)                      | 1       |
| Dinamarca (Hitlisten)                                 | 1       |
| Estados Unidos (Billboard Hot 100)                    | 9       |
| Estados Unidos (Pop Songs)                            | 10      |
| Grécia (Association of Greek Producers of Phonograms) | 45      |
| Hungria (Magyar Hanglemezkiadók Szövetsége)           | 13      |
| Irlanda (Irish Recorded Music Association)            | 7       |
| Israel (Media Forest)                                 | 5       |
| Japão (Japan Hot 100)                                 | 56      |
| Nova Zelândia (Recorded Music NZ)                     | 2       |
| Países Baixos (MegaCharts)                            | 6       |
| Reino Unido (UK Singles Chart)                        | 2       |
| Suécia (Sverigetopplistan)                            | 5       |
| Suíça (Schweizer Hitparade)                           | 17      |

| País                              | Certificação |
| --------------------------------- | ------------ |
| Alemanha (BVMI)                   | Platina      |
| Austrália (ARIA)                  | 11× Platina  |
| Bélgica (BEA)                     | Platina      |
| Canadá (Music Canada)             | 8× Platina   |
| Dinamarca (IFPI Dinamarca)        | 2× Platina   |
| Espanha (PROMUSICAE)              | Platina      |
| Estados Unidos (RIAA) 1× diamante |              |
| Finlândia (Musiikkituottajat)     | Platina      |
| França (SNEP)                     | Ouro         |
| Itália (FIMI)                     | 2× Platina   |
| Japão (RIAJ)                      | Ouro         |
| Nova Zelândia (RMNZ)              | 3× Platina   |
| Reino Unido (BPI)                 | 2× Platina   |
| Suécia (GLF)                      | 5× Platina   |
| Suíça (IFPI Schweiz)              | Platina      |

## Créditos
Todo o processo de elaboração da canção atribui os seguintes créditos pessoais:
| - Maroon 5 - vocalista principal; - Adam Levine - composição; - Christina Aguilera - artista convidado; - Benny Blanco - composição, produção; | - Ammar Malik - composição; - Shellback - composição, produção; - Mac Miller - artista convidado (remix); |

## Histórico de lançamento
"Moves like Jagger" foi lançado pela iTunes Store em 21 de junho de 2011 nos Estados Unidos e no Canadá.Mais tarde, seis dias depois, a A&M/Octone Records enviou o single para as estações radiofônicas australianas.Dois meses depois de seu lançamento digital, foi comercializada em formato físico na Alemanha.
| País(es)       | Data(s)              | Formato(s)         |
| -------------- | -------------------- | ------------------ |
| Canadá         | 21 de junho de 2011  | Download digital   |
| Estados Unidos | 21 de junho de 2011  | Download digital   |
| Dinamarca      | 21 de junho de 2011  | Download digital   |
| França         | 21 de junho de 2011  | Download digital   |
| Suécia         | 21 de junho de 2011  | Download digital   |
| Austrália      | 27 de junho de 2011  | Rádio contemporary |
| Reino Unido    | 14 de agosto de 2011 | Download digital   |
| Alemanha       | 26 de agosto de 2011 | CD single          |